# Harry Sørensen (kanoroer)
Harry Sørensen (2. december 1946 - 11. marts 2015) var en dansk kanoroer, som konkurrerede i slutningen af 1960'erne. Sammen med Jørgen Andersen, Hans Knudsen og Steen Lund Hansen fik han en 9.-plads i K-4 4100 m ved sommer-OL 1968 i  Mexico City.